# Mariquita (danseuse)
Pour les articles homonymes, voir Mariquita (homonymie).
Marie-Thérèse Gamalery dite Madame Mariquita ou Mariquita, née en décembre 1841, à Alger ou à Aumale (Algérie) et morte le 5 octobre 1922 dans le 9e arrondissement de Paris, est une danseuse française d'origine espagnole.
Elle reste célèbre comme chorégraphe et maîtresse de ballets dans différents théâtres parisiens de 1871 à 1920.

## Biographie
Mariquita a toujours été très évasive sur ses origines et sur sa petite enfance en Algérie. Pour justifier de sa passion pour la danse, elle aimait cependant rappeler qu'elle avait dansé dès son plus jeune âge dans les rues d'Alger et qu'elle avait débuté à cinq ans dans un café-chantant de la ville. 
Les dates et les circonstances précises de son arrivée à Paris sont inconnues et elle ne s'en est d'ailleurs jamais expliquée. Par contre, elle a toujours affirmé avoir commencé à danser aux Funambules dès l'âge de huit ans, ce qui implique une installation dans la capitale vers 1848-1850 après l'accession au trône de Louis-Philippe. Après un engagement au théâtre des Bouffes-Parisiens en 1855, elle est nommée danseuse étoile au théâtre des Variétés puis au théâtre de la Porte Saint-Martin et enfin comme maîtresse de ballet aux Folies Bergère. Cependant, elle se produit dans d’autres théâtres tant à Paris, au Châtelet, à la Gaîté ou encore au Skating de la rue Blanche, qu'en province, comme au théâtre Lafayette de Rouen, et à l'étranger, à Madrid ou au Lyceum de Londres. 
En 1898, Albert Carré en fait la maîtresse de ballet à l’Opéra-Comique, fonction qu'elle exercera jusqu'en 1920, tout en assurant la direction du corps de ballet des Folies Bergère où elle continue à créer des ballets et spectacles. 
Mariquita obtient la direction chorégraphique du Palais de la Danse à l’Exposition universelle de 1900. 
Elle fut le professeur de nombreuses danseuses dont Liane de Pougy, Émilienne d’Alençon et la belle Otero.
Mariquita fait ses adieux le 16 avril 1920 à l’Opéra-Comique et meurt deux ans plus tard le 5 octobre 1922 à Paris dans le 9e arrondissement à l’âge de 80 ans. Elle est inhumée au cimetière sud de Saint-Mandé,.

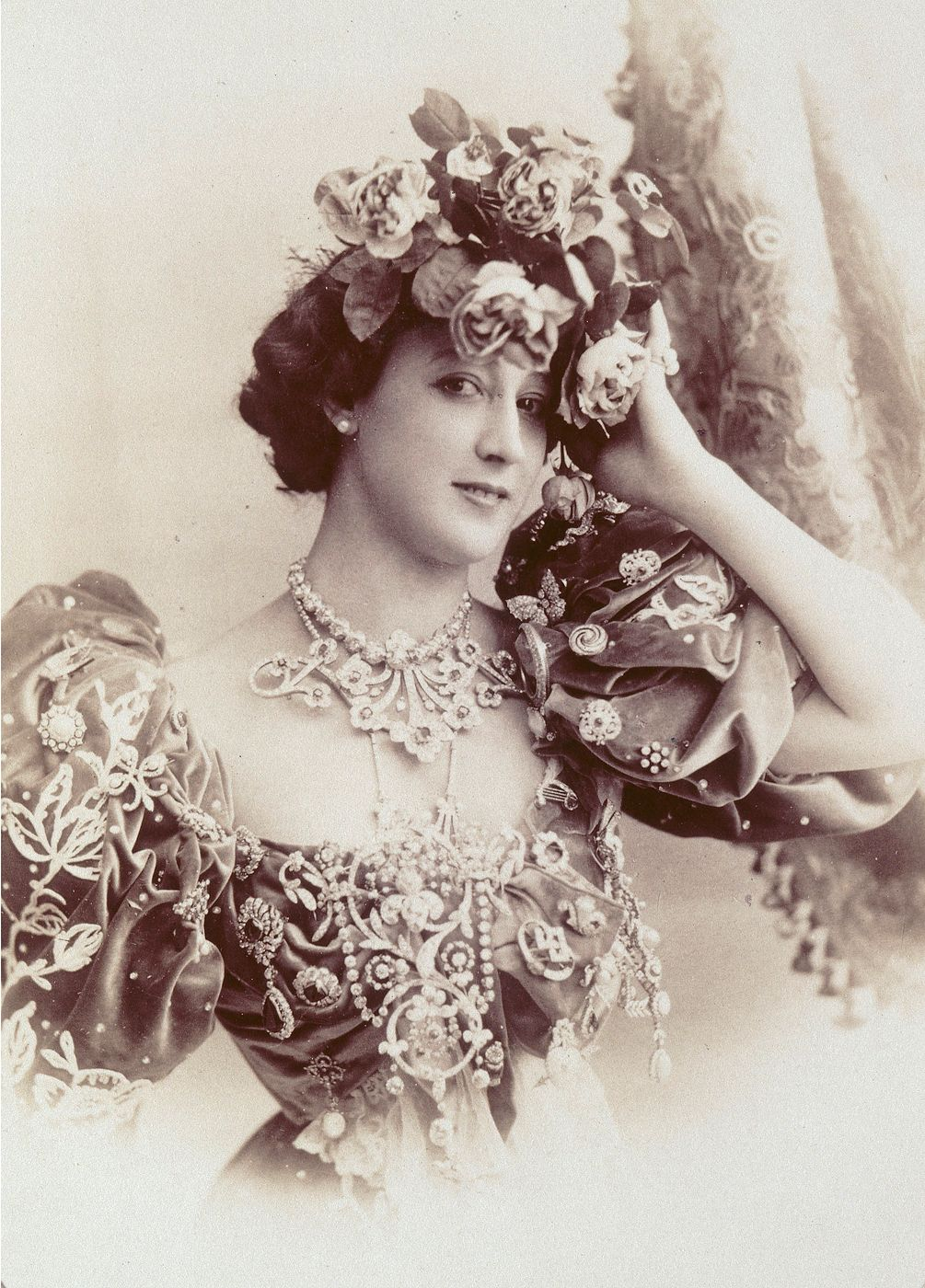
La Belle Otero en costume de scène[14], photographiée par Reutlinger.
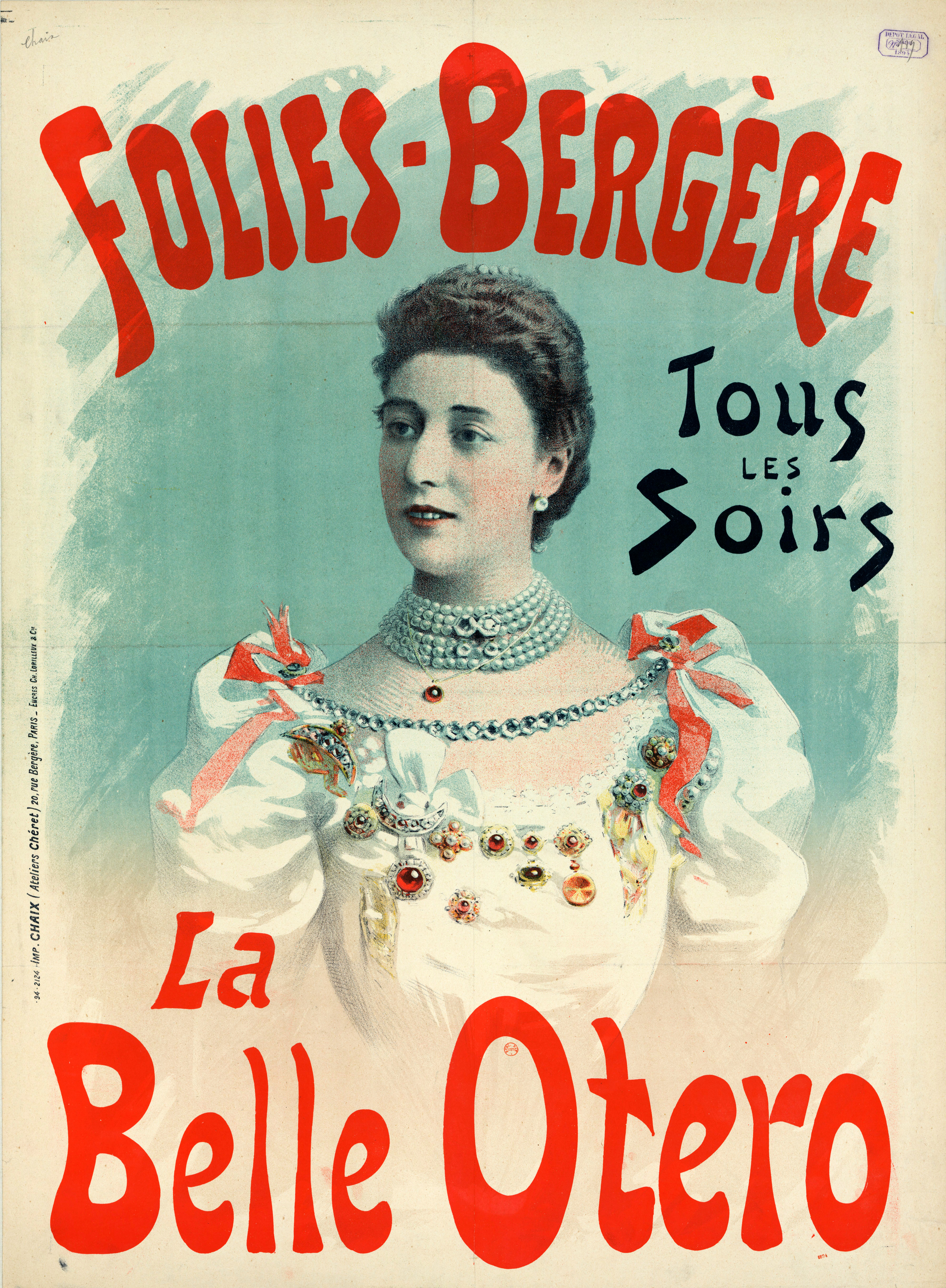
Affiche pour La Belle Otero aux Folies Bergère.
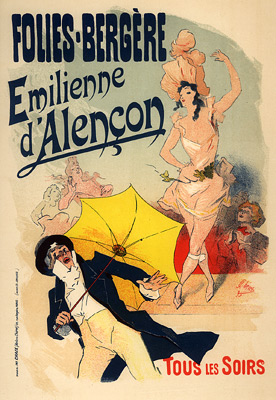
Affiche de Jules Chéret, datant de 1893, pour le passage d’Émilienne d'Alençon sur la scène des Folies Bergère.
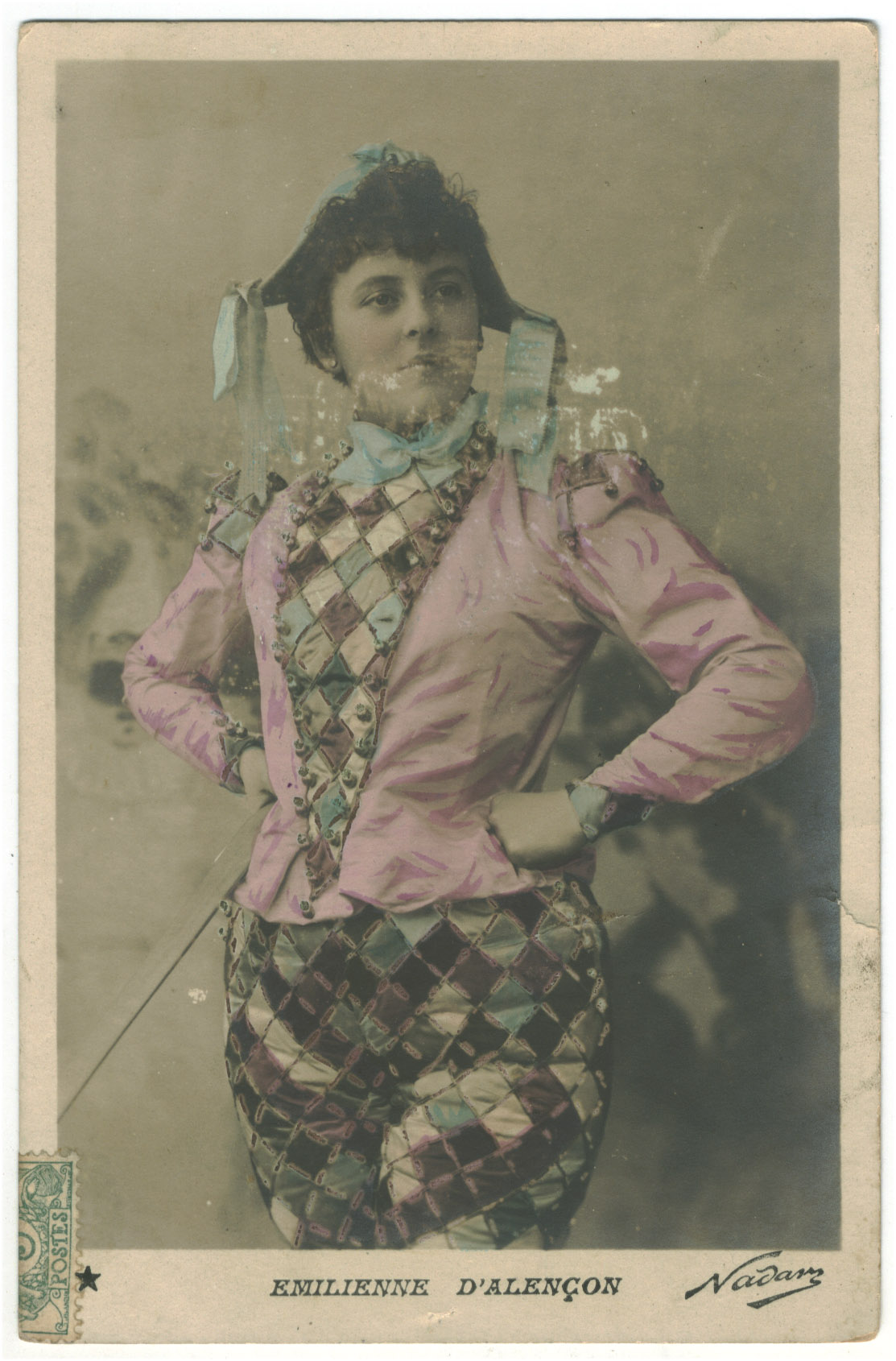
Émilienne d'Alençon par Nadar.
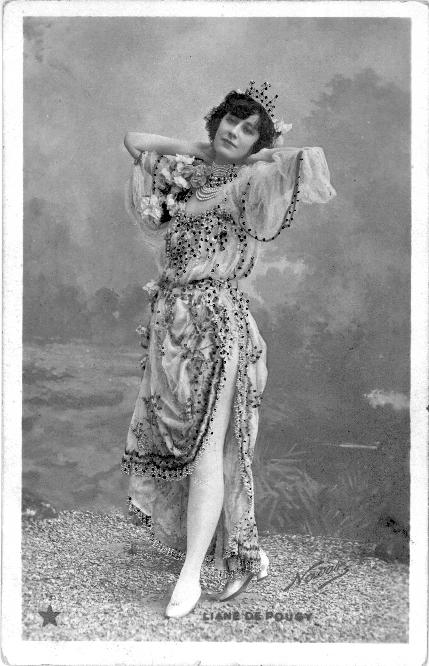
Liane de Pougy aux Folies Bergère.

## Chorégraphies

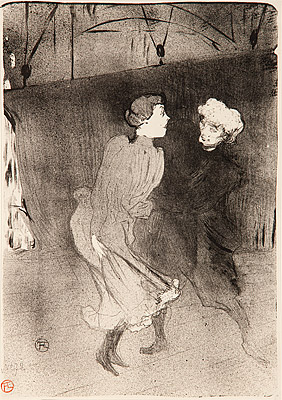
Émilienne d’Alençon et Mariquita aux Folies-Bergère, dessin de Toulouse-Lautrec.

- 1884: Le Grand Mogol, Théâtre de la Gaîté[15]
- 1893: L'Escarmouche, Théâtre des Folies Bergère
- 1896: Les Cloches de Corneville, Théâtre de la Gaîté[15]
- 1897 : Paris qui marche, théâtre des Variétés
- 1898: L'Enlèvement des Sabines, Théâtre des Folies Bergère[15]
- 1899: Cendrillon, Théâtre de l'Opéra Comique[15]
- 1904: Alceste, Théâtre de l'Opéra Comique[15]
- 1906: Aphrodite, Théâtre de l'Opéra Comique[15]
- 1910: Les Lucioles, Théâtre de l'Opéra Comique[15]

## Distinctions
- Officier d'Académie (arrêté du ministre de l'Instruction publique et des Beaux-Arts du 12 janvier 1895)[16].
- Officier de l'Instruction publique (arrêté du ministre de l'Instruction Publique et des Beaux-Arts du 1er mars 1902)[17].